# The Waterfront (série télévisée)
The Waterfront est une série télévisée dramatique américaine créée par Kevin Williamson et mise en ligne le 19 juin 2025 sur Netflix.

## Distribution

### Acteurs principaux
- Holt McCallany (VF : Serge Biavan) : Harlan Buckley
- Maria Bello (VF : Déborah Perret) : Mae Buckley
- Melissa Benoist (VF : Zina Khakhoulia) : Bree Buckley
- Jake Weary (VF : Elias Changuel) : Cane Buckley
- Rafael L. Silva (VF : Julien Allouf) : Shawn Wilson
- Humberly González (VF : Audrey Sablé) : Jenna Tate-Turner
- Danielle Campbell (VF : Sara Chambin) : Peyton Buckley
- Brady Hepner (en) (VF : Jean-Stan Du Pac) : Diller Hopkins

### Acteurs récurrents
- Michael Gaston (VF : Féodor Atkine) : shérif Clyde Porter
- Gerardo Celasco (VF : Thomas Roditi) : l'agent de la DEA Marcus Sanchez
- Topher Grace (VF : Donald Reignoux) : Grady
- Andrew Call (VF : Jérémy Bardeau) : le député Drew Sawyer
- Dave Annable (VF : Boris Rehlinger) : Wes Larsen

 Source et légende : version française (VF) sur RS Doublage

## Production

### Développement
Le 15 mai 2024, Netflix a commandé la production de la série. La série est créée par Kevin Williamson, qui devrait également en être le producteur exécutif aux côtés de Ben Fast. Les sociétés de production impliquées dans la réalisation de la série sont Universal Television et Outerbanks Entertainment. Kevin Williamson occupe également le poste de showrunner. Quatre mois plus tard, Marcos Siega a été annoncé comme réalisateur des deux premiers épisodes et a été ajouté en tant que producteur exécutif.

### Casting
En août 2024, Holt McCallany et Maria Bello ont été choisis pour jouer le rôle principal,. Le 18 septembre, Melissa Benoist, Jake Weary, Rafael L. Silva, Humberly González, Danielle Campbell et Brady Hepner ont rejoint le casting en tant que personnages réguliers de la série tandis que Michael Gaston et Gerardo Celasco ont rejoint le casting dans des rôles récurrents. En octobre, Topher Grace et Andrew Call ont été choisis pour des rôles récurrents,. Le 4 novembre, Dave Annable a rejoint le casting dans un rôle récurrent.

### Tournage
Le tournage principal de la série a eu lieu entre août et décembre 2024 à Wilmington et Southport, en Caroline du Nord,.

## Sortie
La sortie est prévue pour le 19 juin 2025, avec huit épisodes.

## Épisodes
1. Presque d'accord (Almost Okay)
2. Prise de contrôle (Taking Control)
3. Jouer avec le feu (Playing with Fire)
4. Méfie-toi d'un Buckley (You Can't Trust a Buckley)
5. Je suis plutôt câlin (I'm a Hugger)
6. Hunting Saison (Hunting Season)
7. Bien tenté ! (Nice Try)
8. En perdition (Lost at Sea)